# Passagrana
Passagrana é um filme de Comédia dramática brasileiro, produzido pela Star Distribution Brasil e conta com roteiro de Ravel Cabral e Rafael Gomes, com direção de Ravel Cabral. O filme estreou em 19 de setembro de 2024. É estrelado por Wesley Guimarães, Juan Queiroz, Elzio Vieira e Wenry Bueno.

## Sinopse
Zoinhu, Linguinha, Mãodelo e Alãodelom são amigos desde a infância e, para sobreviver, se envolvem em pequenos golpes para pagar as contas. Zoinhu, no entanto, está preocupado com a possibilidade de ser preso e teme as consequências disso. Um novo golpe, muito mais ousado, surge como uma oportunidade de mudar suas vidas, mas envolve riscos imensos, principalmente por envolver a gangue de Britto, um policial corrupto, que começa a persegui-los implacavelmente.

## Elenco
- Wesley Guimarães como Zoinhu
- Juan Queiroz como Linguinha
- Elzio Vieira como Mãodelo
- Wenry Bueno como Alãodelom
- Carol Castro como Carol Castro
- Caco Ciocler como Detetive Britto
- Giovanna Grigio como Joana
- Marco Luque como Comandante Gilson
- Luciana Paes como Marília
- Leandro Ramos como Lima
- Irene Ravache como Dona Ingrid
- Sabrina Nonata como Gabi
- Leonardo Bianchi como Fred